# Jak Crawford
Carlton Jackston Crawford (Charlotte, Estados Unidos; 2 de mayo de 2005), más conocido como Jak Crawford, es un piloto de automovilismo estadounidense. Fue subcampeón del Campeonato NACAM de Fórmula 4 en 2018-19 y de ADAC Fórmula 4 en 2020, y tercero de la Eurofórmula Open en 2021. Desde 2023 compite en el Campeonato de Fórmula 2 de la FIA, actualmente con el equipo DAMS.
Desde 2020 hasta 2023 fue miembro del Equipo Júnior de Red Bull. En 2024 pasó a ser miembro del Programa de Desarrollo de Pilotos de Aston Martin.

## Carrera

### Inicios
Nacido en Charlotte, Carolina del Norte, Crawford empezó su carrera en el Karting en 2011 después de mudarse al área de Houston, Texas. Crawford  compitió en múltiples campeonatos, predominantemente en América del Norte, ganando el Challenge of the Americas - Junior Rotax Series, entre otros.
En la primera carrera de karting en el extranjero de Crawford en 2014 en el Rok Cup International Championship, cuando solo tenía 9 años, terminó segundo. Otras competiciones internacionales de karting fueron en su mayoría esporádicas pero generalmente exitosas.

### Campeonato Nacional U.S. F2000
En abril de 2019, Crawford se unió a DEForce Racing para disputar parte de la temporada 2019, en julio de ese año, Crawford  se cambió a Cape Motorsports para disputar las últimas 5 rondas y terminar la temporada séptimo en la clasificación.

### Eurofórmula Open

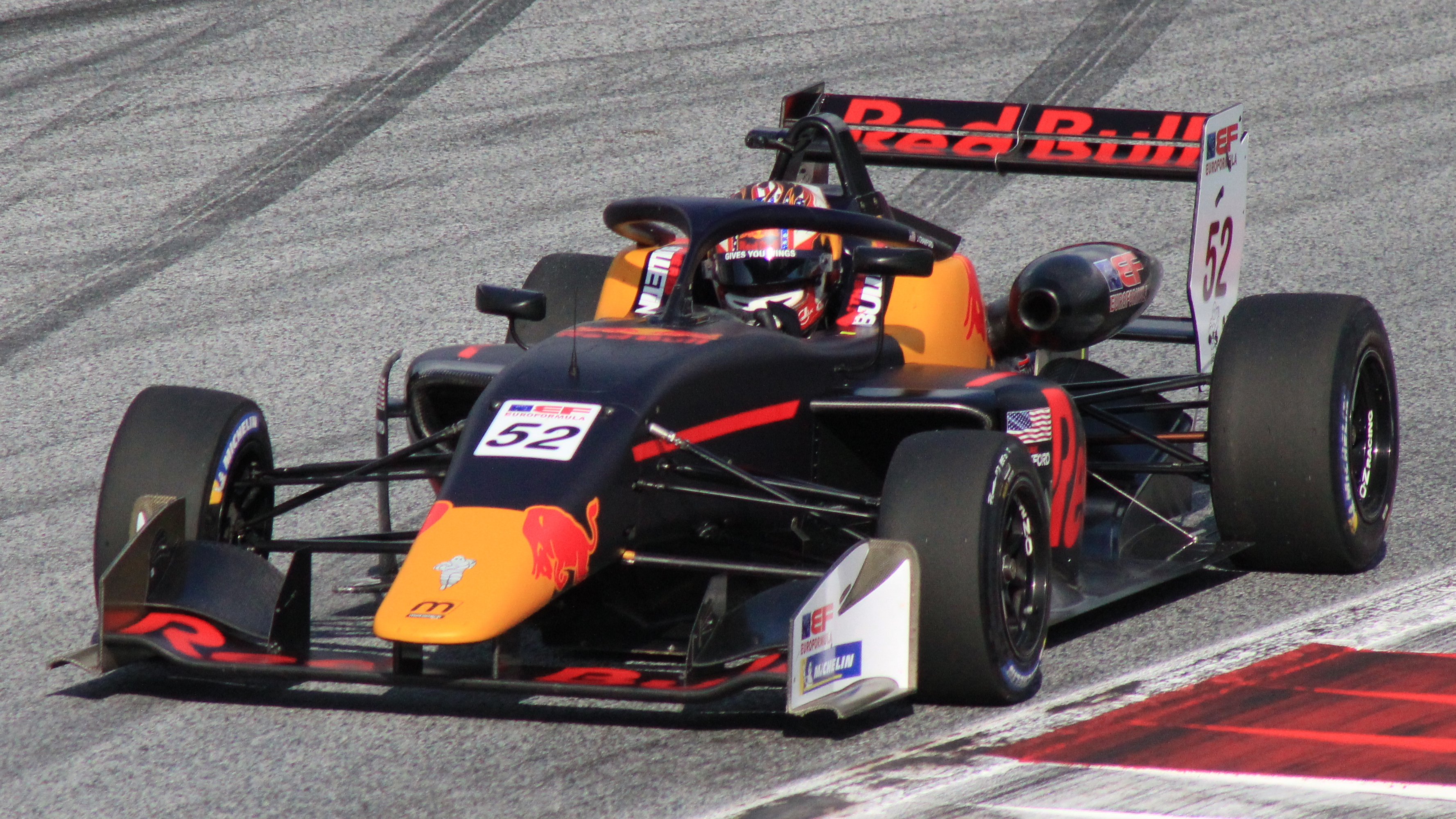
Crawford en la Eurofórmula Open en 2021.

En marzo de 2021, se anunció que Crawford competiría con Team Motopark en la Eurofórmula Open de 2021, esto mientras también disputaba el Campeonato de Fórmula 3 de la FIA, terminar tercero en el campeonato con 304 puntos, 10 podios y 8 victorias.

### Fórmula Regional

#### Asiática
En enero de 2022, Crawford participó en el Campeonato de Fórmula Regional Asiática con Abu Dhabi Racing by Prema antes de su campaña de Fórmula 3, lograría obtener 3 podios, sumando 113 puntos y terminaron sexto en la clasificación..

#### Medio Oriente
Crawford participó en las tres primeras carreras en el Campeonato de Fórmula Regional de Medio Oriente de 2023 con Hitech Grand Prix, en esas 3 carreras solo lograría puntuar en uno logrando un octavo lugar y terminando en la clasificación en el 28.º lugar con 4 puntos sumados.

### Campeonato de Fórmula 3 de la FIA

#### 2021

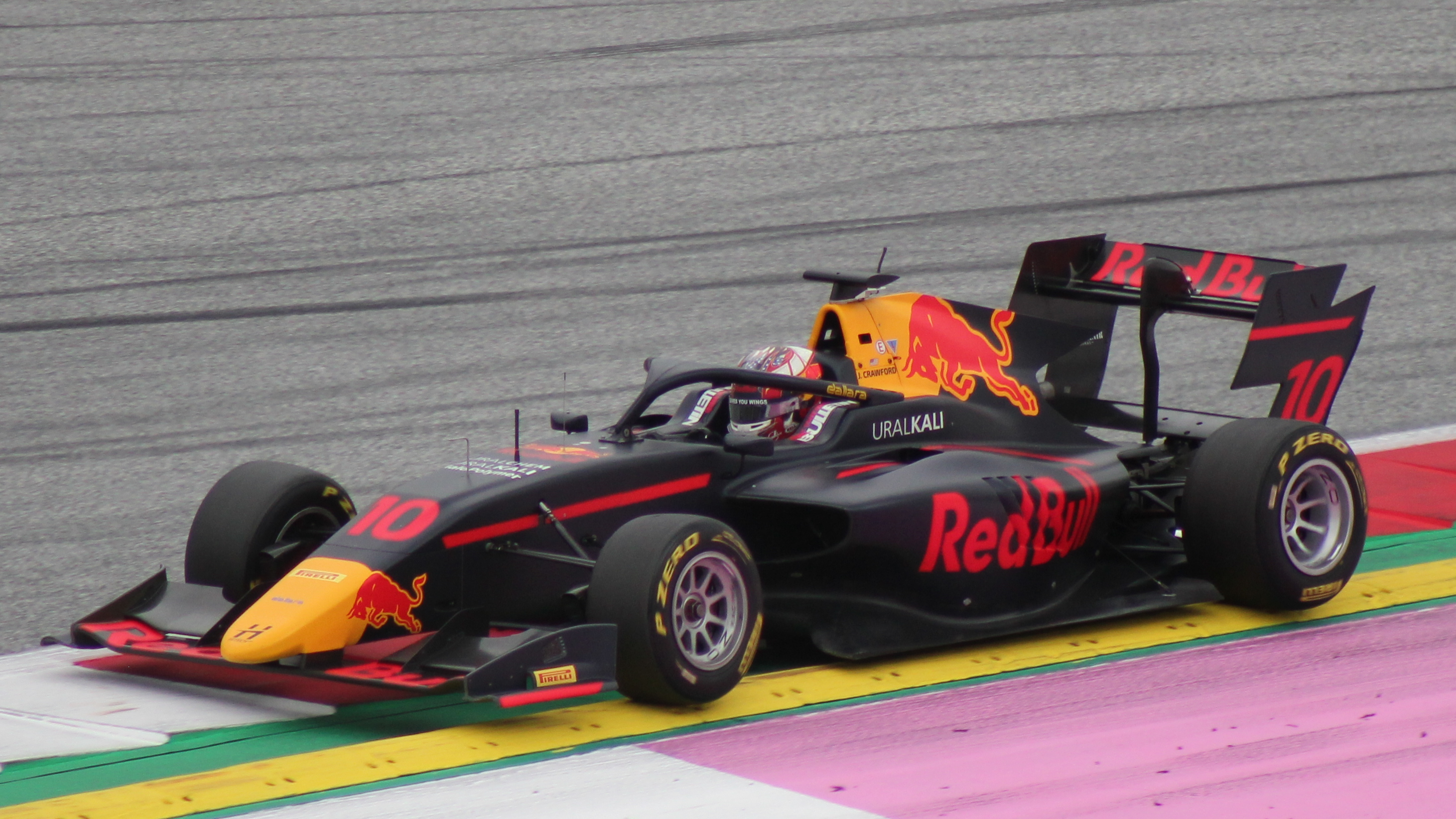
Crawford en el Red Bull Ring en 2021

En octubre de 2020, Crawford completó la primera prueba de postemporada en Catalunya, corriendo para Hitech GP. Más tarde ese mes, el equipo británico volvió a alinear a Crawford en la segunda prueba de postemporada en Jerez y lo confirmó para la temporada 2021 en enero del año siguiente.

#### 2022
En noviembre, Crawford se unió a Prema Racing, junto a Paul Aron y Arthur Leclerc. En enero de 2022, Crawford fue confirmado con el equipo italiano para el campeonato de ese año. En el campeonato, Crawford lograría 1 victoria con 5 podios, quedando en séptimo lugar en el campeonato sumando 109 puntos.

### Campeonato de Fórmula 2 de la FIA
Crawford probó para Hitech Grand Prix en las pruebas de Postemporada del Campeonato de Fórmula 2 de la FIA en Yas Marina. En enero de 2023, se anunció que Crawford se reuniría con Hitech para el Campeonato de Fórmula 2 de la FIA, junto a su compañero de Red Bull, Isack Hadjar.

## Resumen de carrera
| Temporada | Categoría                                       | Equipo                               | Carreras          | Victorias         | Poles             | VR                | Podios            | Puntos            | Pos.              |
| --------- | ----------------------------------------------- | ------------------------------------ | ----------------- | ----------------- | ----------------- | ----------------- | ----------------- | ----------------- | ----------------- |
| 2018-19   | Campeonato NACAM de Fórmula 4                   | Scuderia Martiga EG                  | 20                | 6                 | 3                 | 12                | 14                | 322               | 2.º               |
| 2019      | Campeonato Nacional U.S. F2000                  | DEForce Racing                       | 7                 | 0                 | 0                 | 0                 | 0                 | 183               | 7.º               |
| 2019      | Campeonato Nacional U.S. F2000                  | Cape Motorsports                     | 6                 | 0                 | 0                 | 0                 | 0                 | 183               | 7.º               |
| 2020      | ADAC Fórmula 4                                  | Van Amersfoort Racing                | 21                | 5                 | 4                 | 5                 | 12                | 298               | 2.º               |
| 2020      | Campeonato de Italia de Fórmula 4               | Van Amersfoort Racing                | 14                | 2                 | 1                 | 0                 | 7                 | 150               | 6.º               |
| 2021      | Campeonato de Fórmula 3 de la FIA               | Hitech Grand Prix                    | 20                | 0                 | 0                 | 0                 | 1                 | 45                | 13.º              |
| 2021      | Eurofórmula Open                                | Team Motopark                        | 16                | 8                 | 4                 | 12                | 10                | 304               | 3.º               |
| 2022      | Campeonato de Fórmula Regional Asiática         | Abu Dhabi Racing by Prema            | 15                | 0                 | 0                 | 1                 | 3                 | 113               | 6.º               |
| 2022      | Campeonato de Fórmula 3 de la FIA               | Prema Racing                         | 18                | 1                 | 0                 | 2                 | 5                 | 109               | 7.º               |
| 2023      | Campeonato de Fórmula Regional de Medio Oriente | Hitech Grand Prix                    | 3                 | 0                 | 0                 | 0                 | 0                 | 4                 | 28.º              |
| 2023      | Campeonato de Fórmula 2 de la FIA               | Hitech Pulse-Eight                   | 26                | 1                 | 1                 | 0                 | 5                 | 57                | 13.º              |
| 2024      | Campeonato de Fórmula 2 de la FIA               | DAMS Lucas Oil                       | 28                | 1                 | 0                 | 1                 | 6                 | 125               | 5.º               |
| 2024      | Fórmula 1                                       | Aston Martin Aramco Formula One Team | Piloto de pruebas | Piloto de pruebas | Piloto de pruebas | Piloto de pruebas | Piloto de pruebas | Piloto de pruebas | Piloto de pruebas |
| 2025      | Campeonato de Fórmula 2 de la FIA               | DAMS Lucas Oil                       | Disputándose      | Disputándose      | Disputándose      | Disputándose      | Disputándose      | Disputándose      | Disputándose      |
| Fuente:   |                                                 |                                      |                   |                   |                   |                   |                   |                   |                   |

## Resultados

### Eurofórmula Open
(Clave) (negrita indica pole position) (cursiva indica vuelta rápida puntuable)

| Año  | Escudería     | 1   | 1   | 1   | 2   | 2   | 2   | 3   | 3   | 3   | 4   | 4   | 4   | 5   | 5   | 5   | 6   | 6   | 6   | 7   | 7   | 7   | 8   | 8   | 8   | Pos. | Puntos |
| ---- | ------------- | --- | --- | --- | --- | --- | --- | --- | --- | --- | --- | --- | --- | --- | --- | --- | --- | --- | --- | --- | --- | --- | --- | --- | --- | ---- | ------ |
| 2021 | Team Motopark | POR | POR | POR | LEC | LEC | LEC | SPA | SPA | SPA | BUD | BUD | BUD | IMO | IMO | IMO | SPI | SPI | SPI | MNZ | MNZ | MNZ | BAR | BAR | BAR | 3.º  | 304    |
| 2021 | Team Motopark | DNP | DNP | 7*  | 1   | 1*  | 2   |     |     |     | 12  | 6*  | 4*  | 1   | 2   | 1   | 1   | 5   | 1   |     |     |     | 6   | 1   | 1   | 3.º  | 304    |

### Campeonato de Fórmula 3 de la FIA
(Clave) (negrita indica pole position) (cursiva indica vuelta rápida puntuable)

| Año  | Escudería         | 1   | 1   | 1   | 2   | 2   | 2   | 3   | 3   | 3   | 4   | 4   | 4   | 5   | 5   | 5   | 6   | 6   | 6   | 7   | 7   | 7   | Pos. | Puntos | Ref.   |
| ---- | ----------------- | --- | --- | --- | --- | --- | --- | --- | --- | --- | --- | --- | --- | --- | --- | --- | --- | --- | --- | --- | --- | --- | ---- | ------ | ------ |
| 2021 | Hitech Grand Prix | BAR | BAR | BAR | LEC | LEC | LEC | SPI | SPI | SPI | BUD | BUD | BUD | SPA | SPA | SPA | ZAN | ZAN | ZAN | SOC | SOC | SOC | 13.º | 45     | [ 15 ] |
| 2021 | Hitech Grand Prix | 13  | 9   | 18  | 11  | 14  | 10  | 8   | Ret | 26  | 26  | 21  | 15  | 2   | 12  | 12  | 4   | 8   | 7   | 11  | C   | 5   | 13.º | 45     | [ 15 ] |

| Año  | Escudería    | 1   | 1   | 2   | 2   | 3   | 3   | 4   | 4   | 5   | 5   | 6   | 6   | 7   | 7   | 8   | 8   | 9   | 9   | Pos. | Puntos | Ref.   |
| ---- | ------------ | --- | --- | --- | --- | --- | --- | --- | --- | --- | --- | --- | --- | --- | --- | --- | --- | --- | --- | ---- | ------ | ------ |
| 2022 | Prema Racing | SAK | SAK | IMO | IMO | BAR | BAR | SIL | SIL | SPI | SPI | BUD | BUD | SPA | SPA | ZAN | ZAN | MNZ | MNZ | 7.º  | 109    | [ 16 ] |
| 2022 | Prema Racing | 27  | 7   | 3   | 2   | 2   | 6   | 10  | 6   | 1   | 22  | 20  | 5   | 11  | 17  | 9   | 6   | 7   | 3   | 7.º  | 109    | [ 16 ] |

### Campeonato de Fórmula Regional de Medio Oriente
(Clave) (negrita indica pole position) (cursiva indica vuelta rápida puntuable)

| Año  | Equipo            | 1    | 1    | 1    | 2    | 2    | 2    | 3    | 3    | 3    | 4    | 4    | 4    | 5   | 5   | 5   | Pos. | Puntos |
| ---- | ----------------- | ---- | ---- | ---- | ---- | ---- | ---- | ---- | ---- | ---- | ---- | ---- | ---- | --- | --- | --- | ---- | ------ |
| 2023 | Hitech Grand Prix | DUB1 | DUB1 | DUB1 | KUW1 | KUW1 | KUW1 | KUW2 | KUW2 | KUW2 | DUB2 | DUB2 | DUB2 | YMC | YMC | YMC | 28.º | 4      |
| 2023 | Hitech Grand Prix | 19   | 16   | 8    |      |      |      |      |      |      |      |      |      |     |     |     | 28.º | 4      |

### Campeonato de Fórmula 2 de la FIA
(Clave) (negrita indica pole position) (cursiva indica vuelta rápida puntuable)

| Año   | Escudería          | 1   | 1   | 2   | 2   | 3   | 3   | 4   | 4   | 5   | 5   | 6   | 6   | 7   | 7   | 8   | 8   | 9   | 9   | 10  | 10  | 11  | 11  | 12  | 12  | 13  | 13  | 14  | 14  | Pos. | Puntos | Ref.   |
| ----- | ------------------ | --- | --- | --- | --- | --- | --- | --- | --- | --- | --- | --- | --- | --- | --- | --- | --- | --- | --- | --- | --- | --- | --- | --- | --- | --- | --- | --- | --- | ---- | ------ | ------ |
| 2023  | Hitech Pulse-Eight | SAK | SAK | YED | YED | MEL | MEL | BAK | BAK | MON | MON | BAR | BAR | SPI | SPI | SIL | SIL | BUD | BUD | SPA | SPA | ZAN | ZAN | MNZ | MNZ | YMC | YMC |     |     | 13.º | 57     | [ 17 ] |
| 2023  | Hitech Pulse-Eight | 14  | 12  | 9   | 15  | 2   | Ret | 3   | 9   | 3   | 9   | Ret | 13  | 1   | 8   | 14  | 10  | 14  | 17  | 14  | Ret | Ret | 3   | 13  | 16† | 12  | 10  |     |     | 13.º | 57     | [ 17 ] |
| 2024  | DAMS Lucas Oil     | SAK | SAK | YED | YED | MEL | MEL | IMO | IMO | MON | MON | BAR | BAR | SPI | SPI | SIL | SIL | BUD | BUD | SPA | SPA | MNZ | MNZ | BAK | BAK | LUS | LUS | YMC | YMC | 5.º  | 125    | [ 18 ] |
| 2024  | DAMS Lucas Oil     | 2   | Ret | 5   | 4   | 9   | 10  | 14  | 7   | 13  | Ret | 4   | 1   | 6   | 10  | 6   | 3   | 9   | 17  | 5   | 3   | 6   | 9   | 2   | 8   | 2   | Ret | 8   | Ret | 5.º  | 125    | [ 18 ] |
| 2025* | DAMS Lucas Oil     | MEL | MEL | SAK | SAK | YED | YED | IMO | IMO | MON | MON | BAR | BAR | SPI | SPI | SIL | SIL | SPA | SPA | BUD | BUD | MNZ | MNZ | BAK | BAK | LUS | LUS | YMC | YMC | 2.º  | 116    | [ 19 ] |
| 2025* | DAMS Lucas Oil     | Ret | C   | 12  | 16  | Ret | 2   | 1   | 6   | 4   | 1   | 4   | 4   | DNS | 3   | 6   | 1   |     |     |     |     |     |     |     |     |     |     |     |     | 2.º  | 116    | [ 19 ] |

- * Temporada en progreso.